# Альфа-нафтилуксусная кислота
Альфа-нафтилуксусная кислота, или 1-нафталинуксусная кислота (НУК) — замещённое производное нафталина с присоединённым остатком уксусной кислоты, один из двух возможных изомеров нафталинуксусной кислоты. Как и многие другие замещённые ароматические соединения уксусной кислоты она обладает ауксиноподобным действием и используется в растениеводстве в качестве гербицида и стимулятора роста.

## Использование
Альфа-нафтилуксусная кислота оказывает такой же эффект, как и природный ауксин индол-3-уксусная кислота и обладает с ним структурным родством. Способствует прорастанию семян и черенкованию, предохраняет груши и яблони от преждевременного опадения и стимулирует ферментативное брожение. Слишком большие количества вещества часто вызывают обратный эффект. Нафтилуксусная кислота применяется в виде разбавленного раствора или дуста.
В плодоводстве НУК в высоких концентрациях (1000 частей на миллион) используется для подавления роста корневых отпрысков. В низких концентрациях (10-20 частей на миллион) НУК используется для химического прореживания цветов яблонь для защиты их от заморозков против преждевременного цветения или против преждевременого опадения плодов за 2-4 недели до уборки урожая.
НУК обладает незначительной токсичностью для животных и только в высоких концентрациях. ЛД50 при внутреннем введении для крыс составляет 1000–5900 мг/кг. Было показано, что НУК усиливает формирование фибрилл целлюлозы при совместном действии с гиббереллиновой кислотой.